# ده أباد (ريغستان)
ده أباد (بالفارسية: ده‌آباد) هي قرية تقع في إيران في قسم ریغستان الريفي. يقدر عدد سكانها بـ 34 نسمة .